# Dasiops phrikosifrons
Dasiops phrikosifrons är en tvåvingeart som beskrevs av Mcalpine 1964. Dasiops phrikosifrons ingår i släktet Dasiops och familjen stjärtflugor. Inga underarter finns listade i Catalogue of Life.